# Spanje op het Eurovisiesongfestival 2014

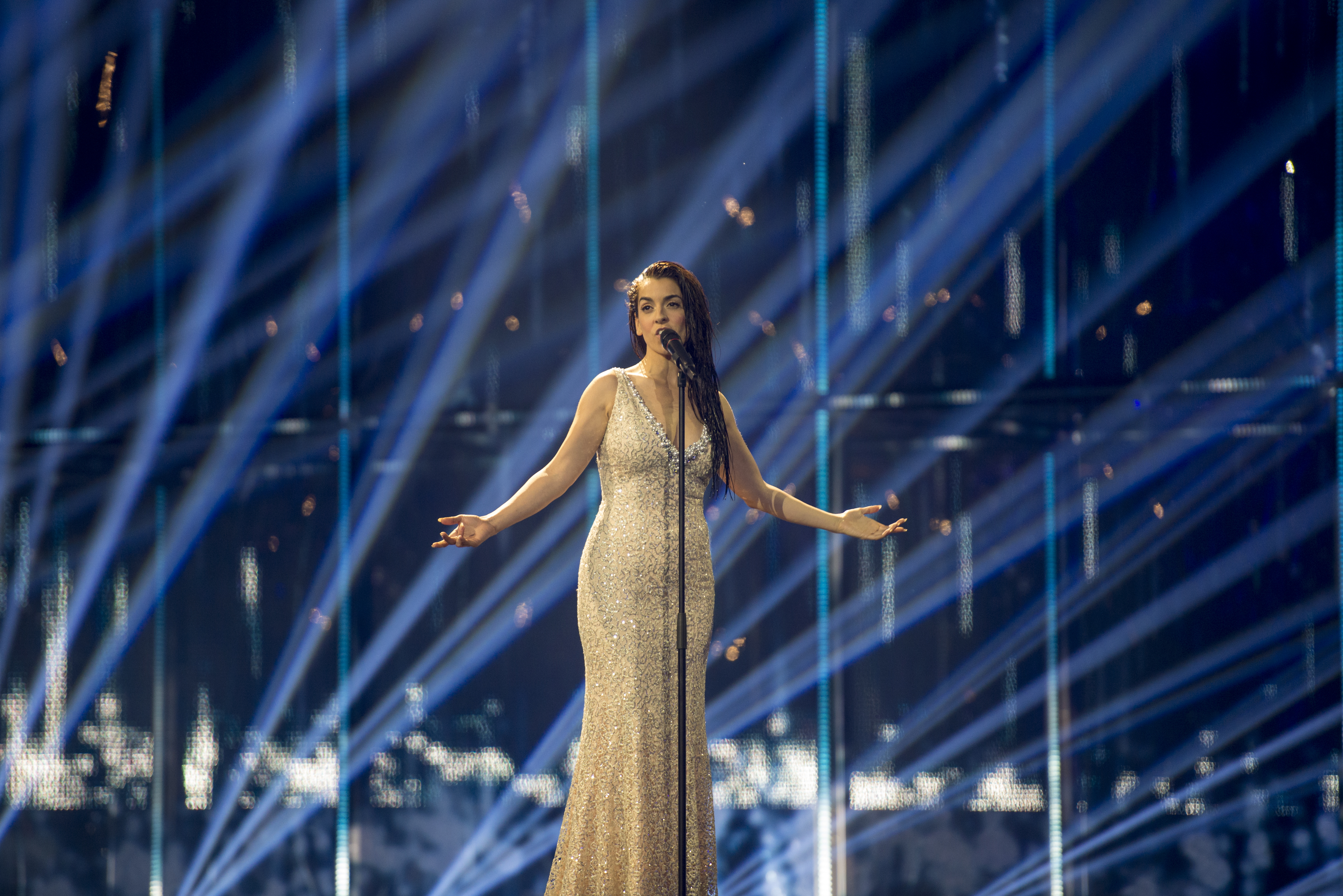
Ruth Lorenzo eindigde namens Spanje op de tiende plek in Kopenhagen

Spanje nam deel aan het Eurovisiesongfestival 2014 in Kopenhagen, Denemarken. Het was de 54ste deelname van het land op het Eurovisiesongfestival. TVE was verantwoordelijk voor de Spaanse bijdrage voor de editie van 2014.

## Selectieprocedure
De Spaanse openbare omroep maakte op 25 september 2013 bekend te zullen deelnemen aan de komende editie van het Eurovisiesongfestival. Op 20 januari 2014 werd duidelijk dat de Spaanse act voor Kopenhagen via een nationale finale gekozen zou worden. Vijf artiesten zouden op 22 februari strijden om een plaats op het Eurovisiesongfestival 2014. Een vakjury en de televoters stonden elk in voor de helft van de punten.
De nationale finale vond plaats in Sant Cugat del Vallès, vlak bij Barcelona, en werd gepresenteerd door Anne Igartiburu. De vakjury bestond uit David Bustamante, Merche en Mónica Naranjo. De drie juryleden gaven elk hun maximum van twaalf punten aan Brequette, en tien punten aan Ruth Lorenzo. De televoters zetten Ruth Lorenzo echter op de eerste plaats, gevolgd door Brequette. Hierdoor ontstond er een ex aequo. Volgens het reglement won de artiest die de meeste punten kreeg van het publiek, waardoor Ruth Lorenzo met het nummer Dancing in the rain Spanje mocht vertegenwoordigen op de negenenvijftigste editie van het Eurovisiesongfestival.

## Nationale finale
| Plaats | Artiest        | Lied                     | Jury | Publiek | Totaal |
| ------ | -------------- | ------------------------ | ---- | ------- | ------ |
| 1      | Ruth Lorenzo   | Dancing in the rain      | 30   | 36      | 66     |
| 2      | Brequette      | Más (run)                | 36   | 30      | 66     |
| 3      | Jorge González | Aunque se acabe el mundo | 24   | 24      | 48     |
| 4      | Raúl           | Seguir sin ti            | 21   | 21      | 42     |
| 5      | La Dama        | Estrella fugaz           | 18   | 18      | 36     |

## In Kopenhagen
Als lid van de vijf grote Eurovisielanden mocht Spanje rechtstreeks deelnemen aan de grote finale, op zaterdag 10 mei 2014. Wel stemde het land mee in de eerste halve finale, op dinsdag 6 mei 2014. In de finale trad Ruth Lorenzo als negentiende van 26 acts aan, net na Softengine uit Finland en gevolgd door Sebalter uit Zwitserland. Aan het einde van de puntentelling stond Spanje op de tiende plaats, met 74 punten. Spanje kreeg het maximum van twaalf punten van één land, namelijk Albanië.
1961 · 1962 · 1963 · 1964 · 1965 · 1966 · 1967 · 1968 · 1969 · 1970 · 1971 · 1972 · 1973 · 1974 · 1975 · 1976 · 1977 · 1978 · 1979 · 1980 · 1981 · 1982 · 1983 · 1984 · 1985 · 1986 · 1987 · 1988 · 1989 · 1990 · 1991 · 1992 · 1993 · 1994 · 1995 · 1996 · 1997 · 1998 · 1999 · 2000 · 2001 · 2002 · 2003 · 2004 · 2005 · 2006 · 2007 · 2008 · 2009 · 2010 · 2011 · 2012 · 2013 · 2014 · 2015 · 2016 · 2017 · 2018 · 2019 · 2020 · 2021 · 2022 · 2023 · 2024 · 2025
Albanië · Armenië · Azerbeidzjan · België · Denemarken · Duitsland · Estland · Finland · Frankrijk · Georgië · Griekenland · Hongarije · Ierland · IJsland · Israël · Italië · Letland · Litouwen · Macedonië · Malta · Moldavië · Montenegro · Nederland · Noorwegen · Oekraïne · Oostenrijk · Polen · Portugal · Roemenië · Rusland · San Marino · Slovenië · Spanje · Verenigd Koninkrijk · Wit-Rusland · Zweden · Zwitserland